# Invex

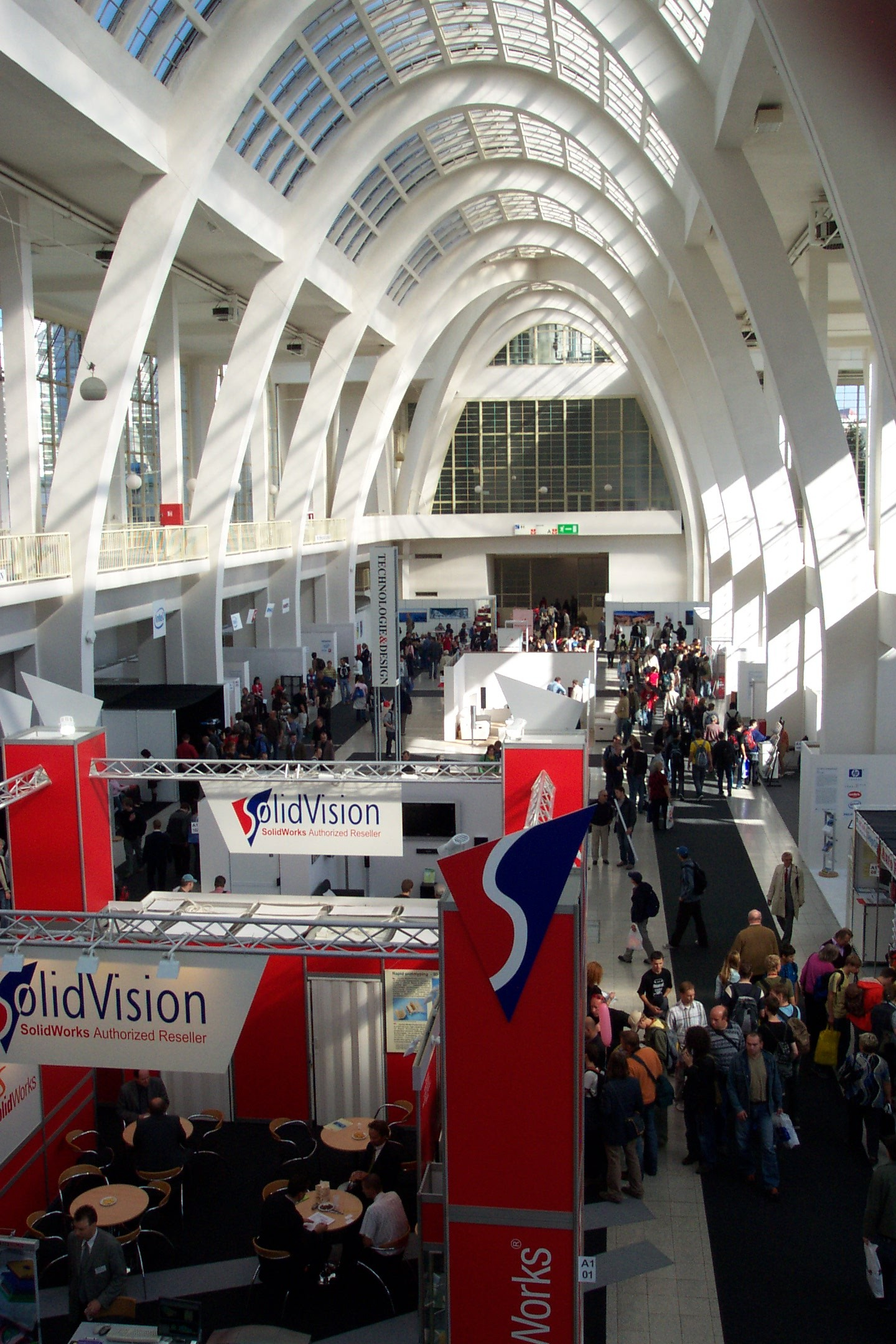
Pavilon A, nejstarší pavilon brněnského výstaviště, během veletrhu Invex 2006

Invex, celým názvem Invex Computer Brno, také Invex-Computer, byl počítačový veletrh určený nejen pro profesionály v oboru IT, který se od roku 1991 konal každoročně v areálu výstaviště v Brně. Poslední ročník proběhl v roce 2008, v letech 2009 a 2010 ho nahradila výrazně menší konference nazvaná Invex forum.

## Veletrh Invex
Původně šlo o výstavu vynálezů a technických novinek, která byla součástí Mezinárodního strojírenského veletrhu. Výpočetní technika byla tehdy spíše vzácností, postupně však začala tvořit čím dál větší část výstavy. Samostatně se konal poprvé v roce 1991 jako veletrh výpočetní techniky Invex-Computer.
Trval obvykle pět dní (středa–neděle), z toho první dva byly určeny pouze pro odborníky. V několika pavilonech vystavovaly firmy, které působí v oboru IT nebo elektronické zábavy. V průběhu veletrhu se také konaly přednášky, konference a další propagační akce.
Akce si během několika let po svém vzniku získala evropskou prestiž a dlouho byla druhou největší (po německém Cebitu) akcí tohoto typu ve střední Evropě. V roce 1994 jej navštívili např. Michael Dell (zakladatel firmy Dell) nebo Bill Gates, vystavovalo zde 689 vystavovatelů a navštívilo ho 130 tis. návštěvníků. Svého největšího významu dosáhl Invex koncem 90. let 20. století, tehdy jeho návštěvnost dosahovala 140 tisíc návštěvníků. Toto období bylo spojené zejména se jménem Jitky Pavlonové, která byla v té době manažerkou Invexu.[zdroj⁠?!]

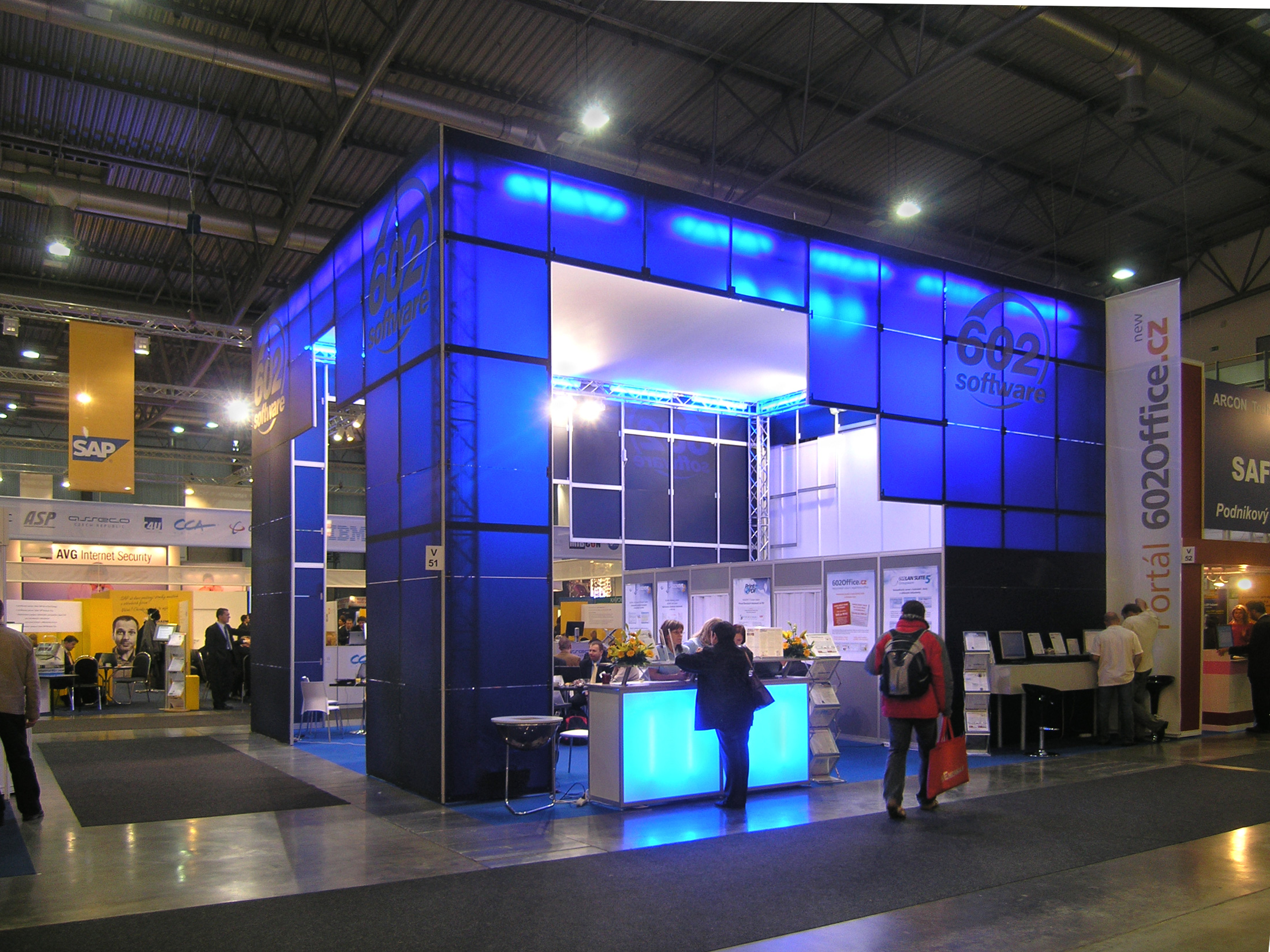
Stánek firmy Software602 na veletrhu Invex 2007

V dalších letech však jeho význam (částečně i vlivem internetu) klesal a počet zúčastněných firem se snižoval. V roce 2007 se jej na výstavní ploše 22 870 m² zúčastnilo 519 vystavovatelů z 21 zemí a navštívilo jej přibližně 80 000 návštěvníků, v roce 2008 se výstavní plocha zmenšila na 12 562 m², vystavovatelů bylo 315 z 19 zemí a počet návštěvníků klesl pod 60 000.

### INVEX Forum
Od roku 2009 nahradilo veletrh Invex takzvané Invex Forum, odborné ICT & Business setkání. Toto setkání obsahově navázalo na Invex, přineslo však zásadní změnu pokud se týká formy, jakou byly informační a komunikační technologie návštěvníkům prezentovány. V jeho náplni byly odborné konference doplněné menšími expozicemi tematicky uspořádanými kolem jednotlivých konferenčních bloků.
Rok 2010 posunul Invex Forum do termínu 14.–15. září, přičemž se konal souběžně s 52. mezinárodním strojírenským veletrhem.

### Digitex
Od roku 2005 se zároveň s Invexem konal mezinárodní veletrh spotřební elektroniky a digitální zábavy Digitex. V roce 2007 byla již výstavní plocha obou veletrhů srovnatelná.

## Doprovodné akce

### InvexCup
InvexCup byla akce pořádaná společností ProGamers s.r.o[zdroj⁠?!] při veletrhu Invex/Digitex. Jednalo se o největší turnaj v počítačových hrách, který se konal v ČR.[zdroj?], soutěž byla označována jako Mistrovství České republiky v počítačových hrách. Soutěžili zde v několika hrách pouze nejlepší hráči z ČR a SR.